# Magda Konopka
Magda Konopka (Varsavia, 15 marzo 1943) è un'attrice e modella polacca.
Ha goduto di popolarità in Italia fra gli anni sessanta e gli anni settanta per i ruoli ricoperti in film di genere, come commedie erotiche, western, gialli e poliziotteschi.

## Biografia
Magda Konopka nacque in una famiglia aristocratica. Il padre era un alto ufficiale proprietario di appezzamenti di terreno e cavalli, mentre la madre era una studiosa di archeologia. Lei stessa possedeva il titolo di baronessa, ereditato da un suo bisnonno che fu aiutante di campo di Napoleone. Fu costretta ad andare a vivere a Londra con il padre, in quanto era un perseguitato politico. A 17 anni decise di lasciare il liceo e di iscriversi ad una scuola per indossatrici.
Giunse in Italia in compagnia dell'amico attore Massimo Serato e incominciò la sua carriera nel mondo del cinema col film del 1965 Thrilling, dove fu diretta da Ettore Scola. Nell'agosto del 1969 vinse il concorso di bellezza "Lady Universo". A gennaio e ad agosto 1967 comparve sulla copertina del settimanale Tempo, posando poi per la copertina del numero di maggio 1970 di Penthouse. Nel gennaio 1967 e nel novembre 1970 venne ritratta sulle pagine di Playmen.
Nel 1970 fu indirettamente coinvolta nel delitto Casati Stampa quando un settimanale pubblicò una foto di lei nuda in compagnia del marchese. La Konopka spiegò che la marchesa decise di ritrarli assieme in seguito ad un fortuito incontro in una spiaggia di Porto Rotondo e decise di intentare una causa per diffamazione contro il giornale che pubblicò le immagini. Il pretore di Roma e la Corte costituzionale deliberarono a suo favore e proibirono la circolazione delle fotografie.

### Vita privata
Il 21 dicembre del 1967 la Konopka sposò il miliardario franco-canadese Jean-Louis Dessy, ma i due si separarono la primavera successiva. In seguito ebbe una relazione con Sean Connery. Nel 1972 fu indagata per detenzione e uso di stupefacenti all'interno di un'inchiesta relativa al locale di Roma "Number One".

## Filmografia

### Cinema
- Becket e il suo re (Becket), regia di Peter Glenville – non accreditata (1964)
- Il vittimista, episodio di Thrilling, regia di Ettore Scola (1965)
- Le piacevoli notti, regia di Armando Crispino e Luciano Lucignani (1966)
- 7 monaci d'oro, regia di Marino Girolami (1966)
- Segretissimo (1967), regia di Fernando Cerchio
- Colpo doppio del camaleonte d'oro, regia di Giorgio Stegani (1967)
- Katiuscia (Liebesnächte in der Taiga), regia di Harald Philipp (1967)
- Satanik, regia di Piero Vivarelli (1968)
- ...e per tetto un cielo di stelle, regia di Giulio Petroni (1968)
- La notte dei serpenti, regia di Giulio Petroni (1969)
- I diavoli del mare (Hell Boats), regia di Paul Wendkos (1970)
- Quando i dinosauri si mordevano la coda (When Dinosaurs Ruled the Earth), regia di Val Guest (1970)
- Quickly... spari e baci a colazione, regia di Alberto Cavallone (1971)
- Blindman, regia di Ferdinando Baldi (1971)
- Forza "G", regia di Duccio Tessari (1972)
- Antona e Giustina, episodio di Canterbury proibito, regia di Italo Alfaro (1972)
- Cristiana monaca indemoniata, regia di Sergio Bergonzelli (1972)
- Lucky Luciano, regia di Francesco Rosi (1973)
- Superuomini, superdonne, superbotte, regia di Alfonso Brescia (1974)
- Prostituzione, regia di Rino Di Silvestro (1974)
- Il vizio ha le calze nere, regia di Tano Cimarosa (1975)
- Diabolicamente... Letizia, regia di Salvatore Bugnatelli (1975)
- La sposina, regia di Sergio Bergonzelli (1976)
- Campagnola bella, regia di Mario Siciliano (1976)
- La casa, regia di Angelino Fons (1976)
- La cameriera nera, regia di Mario Bianchi (1976)
- La zia di Monica, regia di Giorgio Mille (1979)

### Televisione
- Man of the World – serie TV, episodio 1x09 (1962)
- Lance at Large – serie TV, episodi 1x06 (1964)
- Gioco pericoloso (Danger Man) – serie TV, episodio 1x12 (1964)
- Dipartimento S (Department S) – serie TV, episodio 2x17 (1970)
- Jason King – serie TV, episodio 1x05 (1971)
- Attenti a quei due (The Persuaders!) – serie TV, episodio 1x20 (1972)
- Il Passatore – miniserie TV, episodio 1x03 (1978)
- Kaygisizlar – serie TV, 6 episodi (1997)

## Doppiatrici italiane
Nelle versioni italiane dei film a cui ha preso parte, Magda Konopka è stata doppiata da:
- Rita Savagnone in Segretissimo, Colpo doppio del camaleonte d'oro, ...e per tetto un cielo di stelle
- Laura Gianoli in Le piacevoli notti
- Giuliana Lojodice in Satanik
- Maria Pia Di Meo in La notte dei serpenti
- Anna Miserocchi in Blindman